# 박효은 (배우)
박효은(1997년 7월 10일 ~ )은 대한민국의 배우이다.

## 출연작

### 영화
- 《빅토리》 (2024년) ... 지혜 역

### 드라마
- 《우리 영화》 (2025년, SBS) … 박민희 역